# Tipula mercedensis
Tipula mercedensis är en tvåvingeart som beskrevs av Alexander 1965. Tipula mercedensis ingår i släktet Tipula och familjen storharkrankar. Inga underarter finns listade i Catalogue of Life.